# Harlan Coben
Harlan Coben, född 4 januari 1962 i Newark i New Jersey, är en amerikansk författare av kriminalromaner. Han har nämnts som den enda författare som har tilldelats både Edgar Award, Shamus Award och Anthony Award.
Coben har skrivit många böcker, däribland de fristående Berätta inte för någon, Borta för alltid, Ingen andra chans och Ett enda ögonblick. Thrillern Berätta inte för någon är hans åttonde bok och den första som givits ut på svenska. 2006 gjordes en fransk filmversion av boken i regi av Guillaume Canet. 
Han har även skrivit en rad böcker med karaktären Myron Bolitar som huvudperson.

### Fristående böcker
1. Döda skvallrar inte (1991) I väntan på döden (2011) Play Dead (1990), svensk översättning: Lisbet Holst
2. Epidemin, Miracle Cure (1991) svensk översättning: Jimmy Hofsö
3. Berätta inte för någon (2003) Tell No One (2001), svensk översättning: Lennart Olofsson
4. Borta för alltid (2003) Gone for Good (2002), svensk översättning: Lennart Olofsson
5. Ingen andra chans (2003) No Second Chance (2003), svensk översättning: Lennart Olofsson
6. Ett enda ögonblick (2005) Just One Look (2004), svensk översättning: Lennart Olofsson
7. Den oskyldige (2005) The Innocent (2005), svensk översättning: Lennart Olofsson
8. Den enda lögnen (2007) The Woods (2007), svensk översättning: Gunilla Roos
9. Släpp inte taget (2009) Hold Tight (2008), svensk översättning: Jan Järnebrand
10. För evigt dömd (2011) Caught (2010), svensk översättning: Jan Malmsjö
11. Stanna hos mig (2013) Stay Close (2012), svensk översättning: Jan Malmsjö
12. Sex år (2014) Six Years (2013)
13. Saknar dig (2015) Missing You (2014), svensk översättning: Jan Malmsjö
14. Främlingen (2017) The Stranger (2015), svensk översättning: Jan Malmsjö
15. Sanningen (2018) Fool Me Once (2016), svensk översättning: Jan Malmsjö
16. Inte utan dig (2019) Don't Let Go (2017), svensk översättning: Jan Malmsjö
17. Inte ett ord (2020), Run Away (2019), svensk översättning: Svante Skoglund
18. Sluta aldrig fly (2022), Win (2021), svensk översättning: Jan-Henri Holmberg

### Böcker i Myron Bolitar-serien
1. Spelaren (2010) Deal Breaker (1995), svensk översättning: Lennart Olofsson
2. Mästaren (2011) Drop Shot (1996), svensk översättning: Helena Sjöstrand Svenn och Gösta Svenn
3. Rivalen (2011) Fade Away (1996), svensk översättning: Helena Sjöstrand Svenn och Gösta Svenn
4. Lögnaren (2012) Back Spin (1997), svensk översättning: Helena Sjöstrand Svenn och Gösta Svenn
5. Svikaren (2013) One False Move (1998), svensk översättning: Helena Sjöstrand Svenn och Gösta Svenn
6. Hämnaren (2014) The Final Detail (1999), svensk översättning: Helena Sjöstrand Svenn och Gösta Svenn
7. Donatorn (2016) Darkest Fear (2000)
8. Löftet (2007) Promise Me (2006), svensk översättning: Tomas Fridholm
9. Försvunnen (2009) Long Lost (2009), svensk översättning: Jan Malmsjö
10. Livlinan (2012) Live Wire (2011), svensk översättning: Jan Malmsjö
11. Home (2016)

### Böcker i Mickey Bolitar-serien
1. Beskyddaren (2013) Shelter (2011) svensk översättning: Lina Carlsen
2. Jägaren (2014) Seconds away (2012)
3. Sökaren (2015) Found (2014)

### BokserienWild
1. Pojken från skogen (2021), The Boy from the Woods (2020), svensk översättning Peter Samuelsson
2. Lämna inga spår (2023), The Match (2022), svensk översättning: Jan Risheden